# Correcció de proximitat òptica

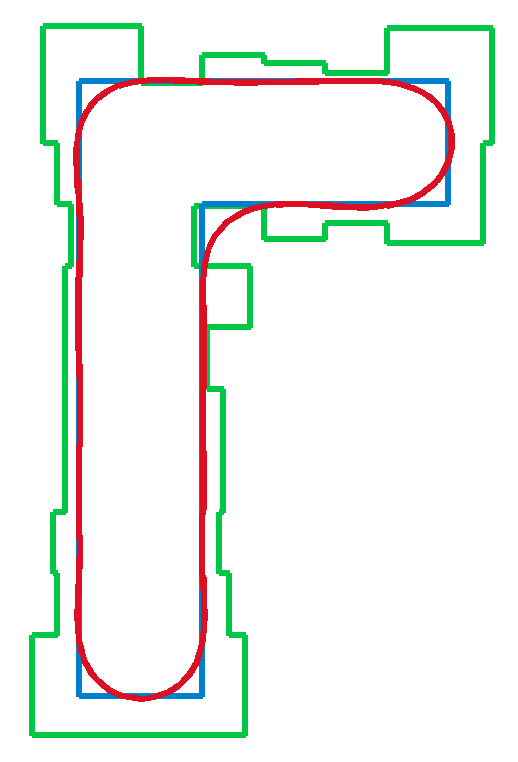
Una il·lustració de la correcció òptica de proximitat. La forma blava Γ és la que els dissenyadors de xips voldrien imprimir a l'oblia, en verd és la forma després d'aplicar la correcció de proximitat òptica i el contorn vermell és com s'imprimeix realment la forma (bastant a prop de l'objectiu blau desitjat).

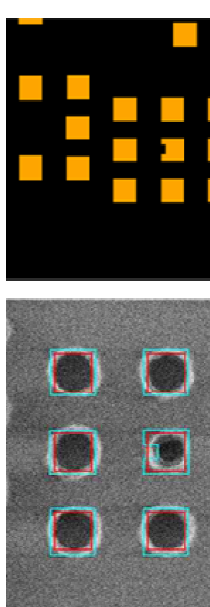
OPC aplicat al patró de contacte. A causa de la modificació de les vores a la disposició de la màscara (superior), el contacte central de la columna dreta té una mida inferior a la imatge impresa en oblia (inferior).

La correcció de proximitat òptica (amb acrònim anglès OPC) és una tècnica de millora de la fotolitografia que s'utilitza habitualment per compensar els errors d'imatge a causa dels efectes de la difracció o del procés. La necessitat d'OPC es veu principalment en la fabricació de dispositius semiconductors i es deu a les limitacions de la llum per mantenir la integritat de la col·locació de les vores del disseny original, després del processament, a la imatge gravada a l'hòstia de silici. Aquestes imatges projectades apareixen amb irregularitats com ara amplades de línia més estretes o més amples del dissenyat, que es poden compensar canviant el patró de la fotomàscara utilitzada per a la imatge. Altres distorsions, com ara les cantonades arrodonides, són impulsades per la resolució de l'eina d'imatge òptica i són més difícils de compensar. Aquestes distorsions, si no es corregeixen, poden alterar significativament les propietats elèctriques del que s'estava fabricant. La correcció de proximitat òptica corregeix aquests errors movent vores o afegint polígons addicionals al patró escrit a la fotomàscara. Això pot ser impulsat per taules de cerca calculades prèviament basades en l'amplada i l'espaiat entre les característiques (conegut com a OPC basat en regles) o mitjançant l'ús de models compactes per simular dinàmicament el patró final i, per tant, impulsar el moviment de les vores, normalment dividides en seccions. per trobar la millor solució, (això es coneix com a OPC basat en models). L'objectiu és reproduir a l'hòstia de semiconductors, tant com sigui possible, la maquetació original dibuixada pel dissenyador.
Els dos avantatges més visibles de l'OPC són la correcció de les diferències d'amplada de línia observades entre les característiques en regions de diferent densitat (p. ex., centre vs. vora d'una matriu, o línies imbricades vs. aïllades) i l'escurçament de l'extrem de línia (p. ex., superposició de la porta a l'òxid de camp).). Per al primer cas, això es pot utilitzar juntament amb tecnologies de millora de la resolució, com ara barres de dispersió (línies de subresolució col·locades adjacents a línies resolubles) juntament amb ajustos d'amplada de línia. Per a aquest últim cas, es poden generar característiques "orella de gos" (serif o cap de martell) a l'extrem de línia del disseny. L'OPC té un impacte en els costos en la fabricació de la màscara fotogràfica, per la qual cosa el temps d'escriptura de la màscara està relacionat amb la complexitat de la màscara i els fitxers de dades i, de manera similar, la inspecció de màscares per defectes triga més temps, ja que el control de vora més fi requereix una mida de punt més petita.